# Explorer 14
Explorer 14 – satelita naukowy amerykańskiej agencji kosmicznej NASA. Drugi, po Explorerze 12, statek typu S-3, serii Energetic Particle Explorer. Badał pasy Van Allena, promieniowanie kosmiczne i magnetosferę.

## Opis misji
Explorer 14 funkcjonował poprawnie, oprócz okresu od 10 do 24 stycznia 1963, kiedy nastąpiła awaria kodera. 11 sierpnia 1963 podobna awaria ostatecznie przerwała napływ użytecznych danych z satelity. Dane takie spływały przez ok. 85% czasu trwania misji. Po 24 stycznia 1963 był stabilizowany obrotowo, z prędkością 10 obr./min. Malała ona stopniowo i 8 lipca osiągnęła 1 obr./min.

## Budowa i działanie
Statek był stabilizowany obrotowo i zasilany z baterii słonecznych. Telemetria wykorzystywała 16 multipleksowanych kanałów z dzielonym czasem i kodowanych PFM/PM. Czas próbkowania 16 kanałów (jedna ramka) wynosił 0,323 sekundy. Połowa kanałów służyła do przekazywania ośmiopoziomowej informacji cyfrowej. Pozostałe przekazywały dane analogowo. Podczas przetwarzania danych na ziemi, były one digitalizowane z dokładnością 1/100 całej skali. Jeden z kanałów, w cyklu 16 ramek, przekazywał dane o temperaturze statku, napięciach i prądach zasilania, itp. Tempo obrotu satelity, fazę i kąt między osią obrotu a kierunkiem Słońca mierzył cyfrowy czujnik położenia Słońca. 

### Ładunek
- Analizator protonów

Elektrostatyczny analizator protonów służył do badania dodatnich jonów w plazmie słonecznej.  Napięcie między okładkami przyrządu, w trakcie każdego cyklu pracy, malało logarytmicznie, pokrywając zakres od 18 keV do 200 eV. Rozładowywanie trwało 170 sekund. Przyrząd miał pole widzenia w kształcie wachlarza (10°×80°) i był umieszczony w dolnej półkuli statku, a kąt widzenia 80° zawierał się w płaszczyźnie zenitu. Jedyne użyteczne dane odebrano 7 października 1962, podczas trwania zaburzeń geomagnetycznych.
- Magnetometry typu fluxgate (masa 1,429 kg; zużycie energii 0,4 W, szybkość przesyłania danych 307 bps)

Trzy prostopadłe do siebie magnetometry mierzyły trzy składowe przestrzenne ziemskiego pola magnetycznego, w odległościach między 3 a 13 promieniami Ziemi. Umieszczone zostały na wysięgniku o długości 0,864 m. Jeden był odchylony o dwa stopnie od osi obrotu statku. Zakres pomiarowy każdego z magnetometrów, to -500 - +500 nT, z niepewnością digitalizacji 1 nT. Pomiar wykonywano przez 50 ms, co 327 ms. Co 115 sekund wykonywana była samokalibracja sensor za pomocą źródeł pola o znanej wartości. Przyrząd działał prawidłowo przez cały czas trwania misji.
- Przyrząd do badania promieniowania cząstek uwięzionych

Miał za zadanie zmierzyć absolutną intensywność elektronów i protonów uwięzionych w ziemskim polu magnetycznym, o energiach większych od 40 keV i 230 keV (dla elektronów), oraz 500 keV (dla protonów). Czujnik składał się z czterech liczników. Trzech kierunkowych liczników Geigera-Müllera typu Anton 213, o cienkich okienkach wejściowych i ustawionych prostopadle do osi obrotu statku. Czwarty, dookólny typu 302, zbierał dane do porównania z pomiarami uzyskanymi przez podobne urządzenia zainstalowane na wcześniejszych satelitach. Każdy z detektorów próbkowano co 10,24 sekundy, a zakumulowana liczba zliczeń była wysyłana co 76,8 s. Przyrząd pracował do 11 sierpnia 1963, gdy uszkodzeniu uległa modulacja sygnału telemetrii.
- Detektor promieniowania kosmicznego

Składał się z:
- podwójnego teleskopu z licznikiem scyntylacyjnym mierzącym protony w siedmiu zakresach energii (sześciu między 55 a 500 MeV i jednym powyżej 600 MeV)
- licznika scyntylacyjnego mierzącego protony o energiach między 1,4 a 22 MeV (w pięciu zakresach) i elektrony o energiach powyżej 150 keV
- teleskopu z licznikiem Geigera-Müllera do mierzenia protonów o energiach powyżej 30 MeV

Zestaw pomiarów był dokonywany co 6,3 minuty. Przyrząd pracował do 11 sierpnia 1963.
- Czujnik położenia Słońca
- Eksperyment elektrolitów
- Eksperyment badania degradacji ogniw słonecznych
- Detektor scyntylacyjny protonów i elektronów (masa 1,4 kg; zużycie energii 0,5 W, szybkość przesyłania danych 61 bps)

Mierzył kierunkowy przepływ i widma niskoenergetycznych protonów i elektronów uwięzionych w ziemskim polu magnetycznym. Elementem detekcyjnym było 5 mg sproszkowanego fosforu pokryte warstwą aluminium o grubości 100 nm. Dodatkowe absorbery zamontowano na 16 pozycyjnym obrotowym kole. Apertura instrumentu była ustawiona pod kątem 45° od osi obrotu statku. Dla każdego ustawienia koła z absorberami wykonywano 16 odczytów, tak więc każdy zestaw danych składał się z 256 ramek (jeden obrót koła trwał 80 sekund). Górny kraniec zakresu energii rejestrowanych protonów wynosił 10 MeV, a poszczególne dolne krańce to: 97, 125, 168, 295, 495, 970, i 1700 keV. Dolne krańce zakresów energii rejestrowanych elektronów: 15, 21, i 25 keV. Górny kraniec wynosił 100 keV. Pomiar elektronów funkcjonował przez cały czas działania satelity, protonów zaś ulegał powolnej degradacji i w połowie grudnia 1962 przestał funkcjonować.